# Muharem Serbezovski
Muharem Serbezovski (en macédonien : Мухарем Сербезовски), né le 2 mai 1950 à Skopje, en République socialiste de Macédoine, est un chanteur, écrivain et traducteur [chanteur]. Il vit à Sarajevo, en Bosnie-Herzégovine, et il est naturalisé bosnien.

## Biographie
Muharem Serbezovski est connu en ex-Yougoslavie pour ses quelque 400 chansons et ses 15 albums de musique serbo-tsigane Certaines de ses chansons sont devenues des classiques du genre, comme Ramo, Ramo, druže moj, Zašto su ti kose pobelele druže, Sine moj et Za venčanim stolom. 
Il chante en romani et en serbo-croate. Originaire d'une famille rom pauvre comptant de nombreux autres enfants, il a commencé à chanter à quatorze ans afin de gagner de l'argent.
Serbezovski a publié huit romans, dont Šareni dijamanti, Cigani "A" kategorije et Za dežjem pride sonce : dva romana publiés en serbo-croate, en 1983, 1985 et 1986, respectivement. Plus récemment, il s'est consacré à la traduction d'ouvrages religieux et littéraires en romani, afin de combler une grande lacune de cette langue : l'absence de textes écrits. Il a ainsi publié une traduction du Coran en 2005, puis a évoqué sa volonté de traduire la Bible et quelques grands classiques de la littérature internationale.

## Discographie
- Ramu, Ramu, PGP RTB, 1975.
- Hej cergari, hej drugari, PGP RTB, 1976.
- Muharem i Ajnur Serbezovski, PGP RTB, 1981.
- Muharem i Ajnur Serbezovski, Jugoton, 1982.
- Disko orijent, Jugoton, 1982.
- Dodji mi u godini jedan dan, Jugoton, 1983.
- Zašto su ti kose pobelele druže, PGP RTB, 1984.
- Teska bese nasa razdelba, PGP RTB, 1985.
- Plavo, plavo, Jugoton, 1986.
- Zaljubih se odoh ja, Diskoton, 1987.
- Boze, Boze kakva je to zena, Diskoton, 1989.
- Osmi mart, 1989.
- Lejla, Diskoton, 1991.
- Sta ucini bolan jarane, MAM, 1993.
- Ciganska dusa, TERRA, 1997.
- Sta ucini bolan jarane, Helix i Mam, 1999.
- Jedina, Naraton, 2000.
- Dolazim u Sarajevo, PX, 2001.
- Ti si tudja zena, 2000.
- Sukar alen ko bijav, Juzni expres, 2001.
- Djurdjevdan, Diskoton, 2003.
- The best of, Take it or live it Records, 2003.
- Daj mi boze strpljenje, Gold Music, 2006.
- Evo dolazim, KCN Records, 2013.